# Вулиця Георгія Тороповського (Київ)
Ву́лиця Георгія Тороповського — вулиця в Дніпровському районі міста Києва, місцевість Соцмісто. Пролягає від вулиці Гетьмана Павла Полуботка до бульвару Верховної Ради.
Прилучається вулиця Вінстона Черчилля.

## Історія
Вулиця виникла в середині XX століття під назвою 649-та Нова, з 1953 року — Сталінабадська, на честь міста Сталінабад (нині — Душанбе). 
З 1961 року набула назву вулиця Івана Дубового, на честь радянського військового діяча Івана Дубового.
Сучасна назва на честь Георгія Тороповського, добровольця 40-го БТрО «Кривбас» — з 2016 року.

## Зображення

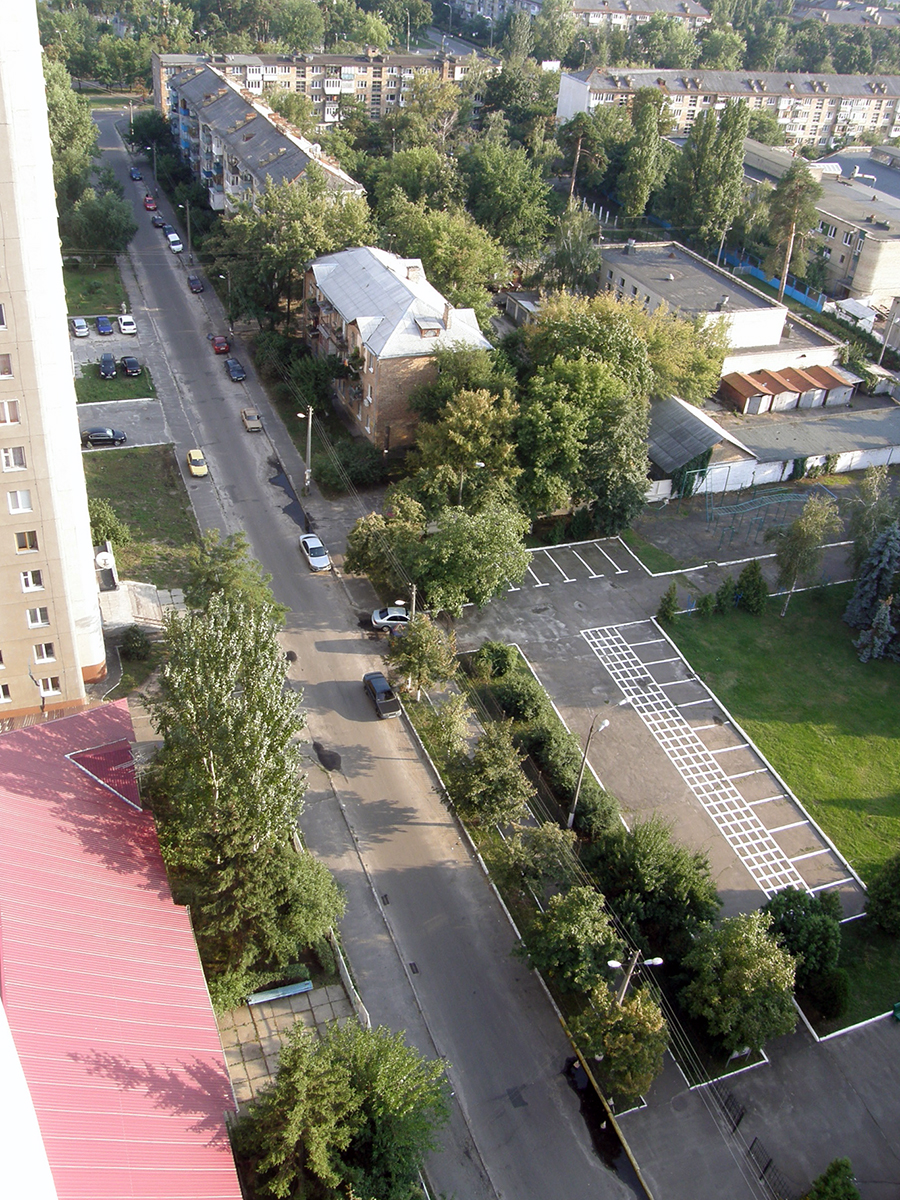
від вул. Черчиля до кінця на бульварі Верховної Ради
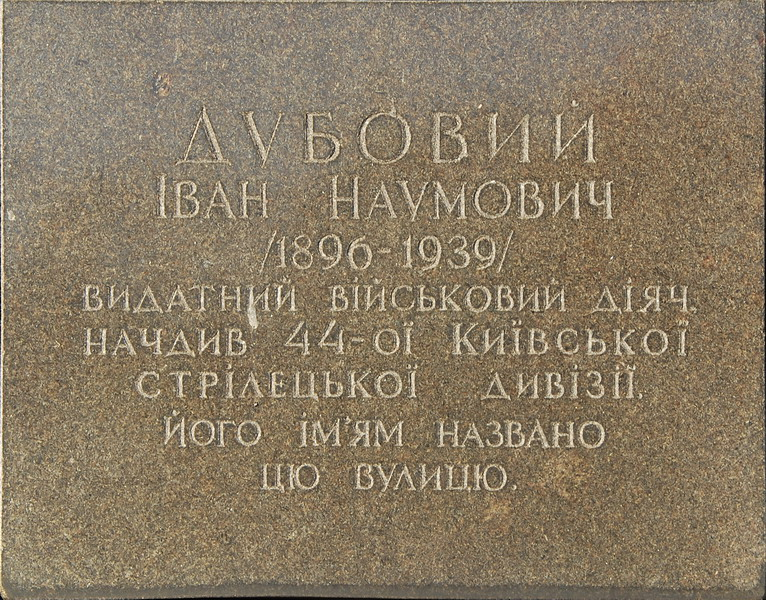
Демонтована анотаційна дошка з колишньою назвою вулиці на будинку № 2
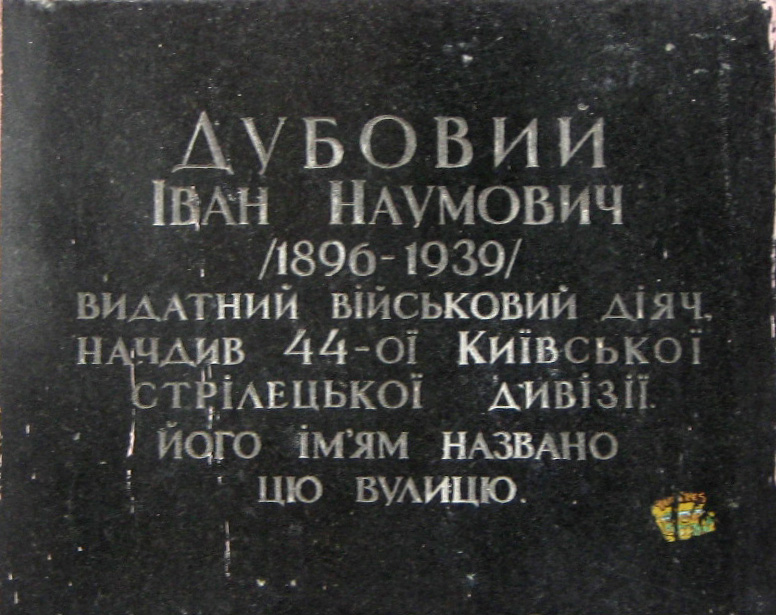
Демонтована анотаційна дошка з колишньою назвою вулиці на будинку № 49/5
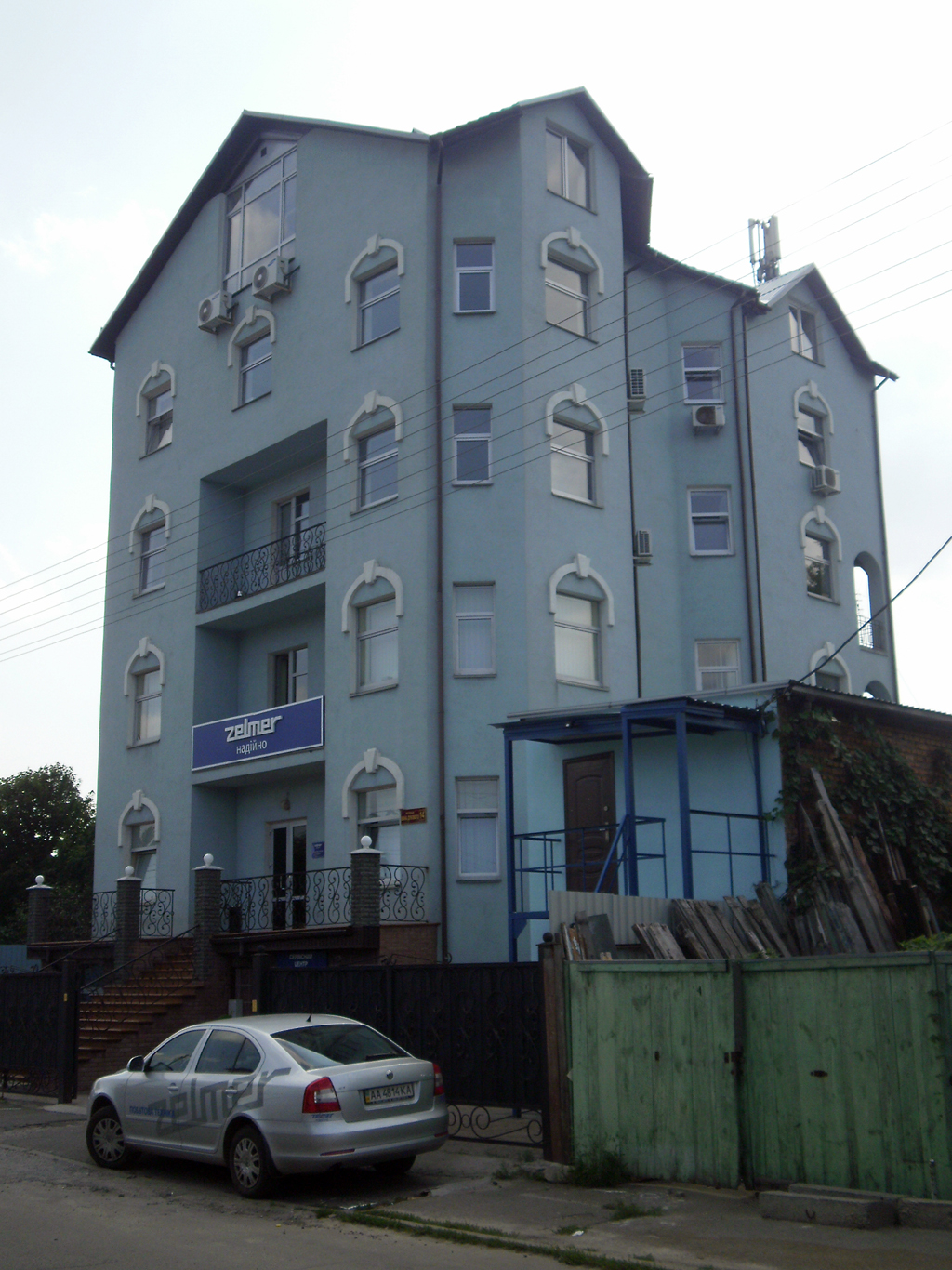
№ 14 – офісна будівля
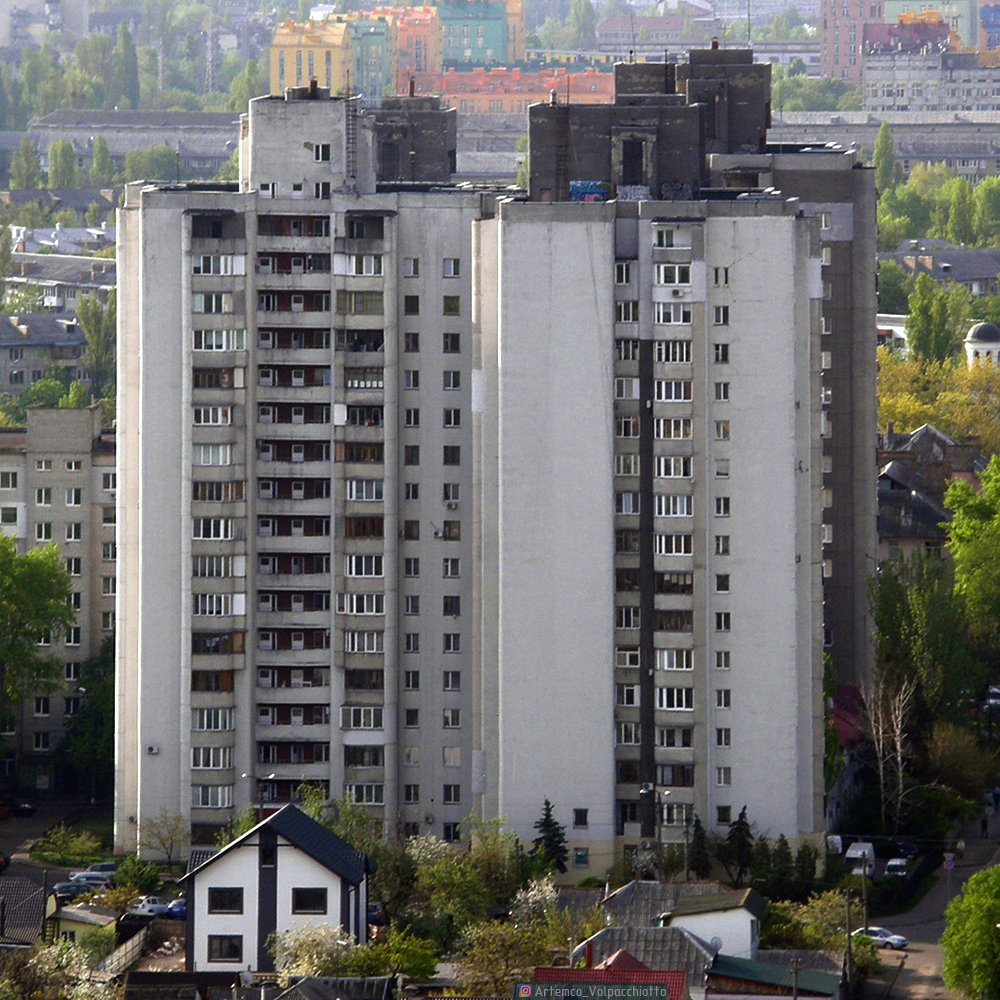
висотні житлові будинки №№ 37А і 37